# Biston albescens
Biston albescens là một loài bướm đêm trong họ Geometridae.